# NGC 4011
NGC 4011 је лентикуларна галаксија у сазвежђу Лав која се налази на NGC листи објеката дубоког неба.
Деклинација објекта је + 25° 5' 52" а ректасцензија 11h 58m 25,4s. Привидна величина (магнитуда) објекта NGC 4011 износи 14,7 а фотографска магнитуда 15,7. NGC 4011 је још познат и под ознакама CGCG 127-121, PGC 37674.